# Cumbia

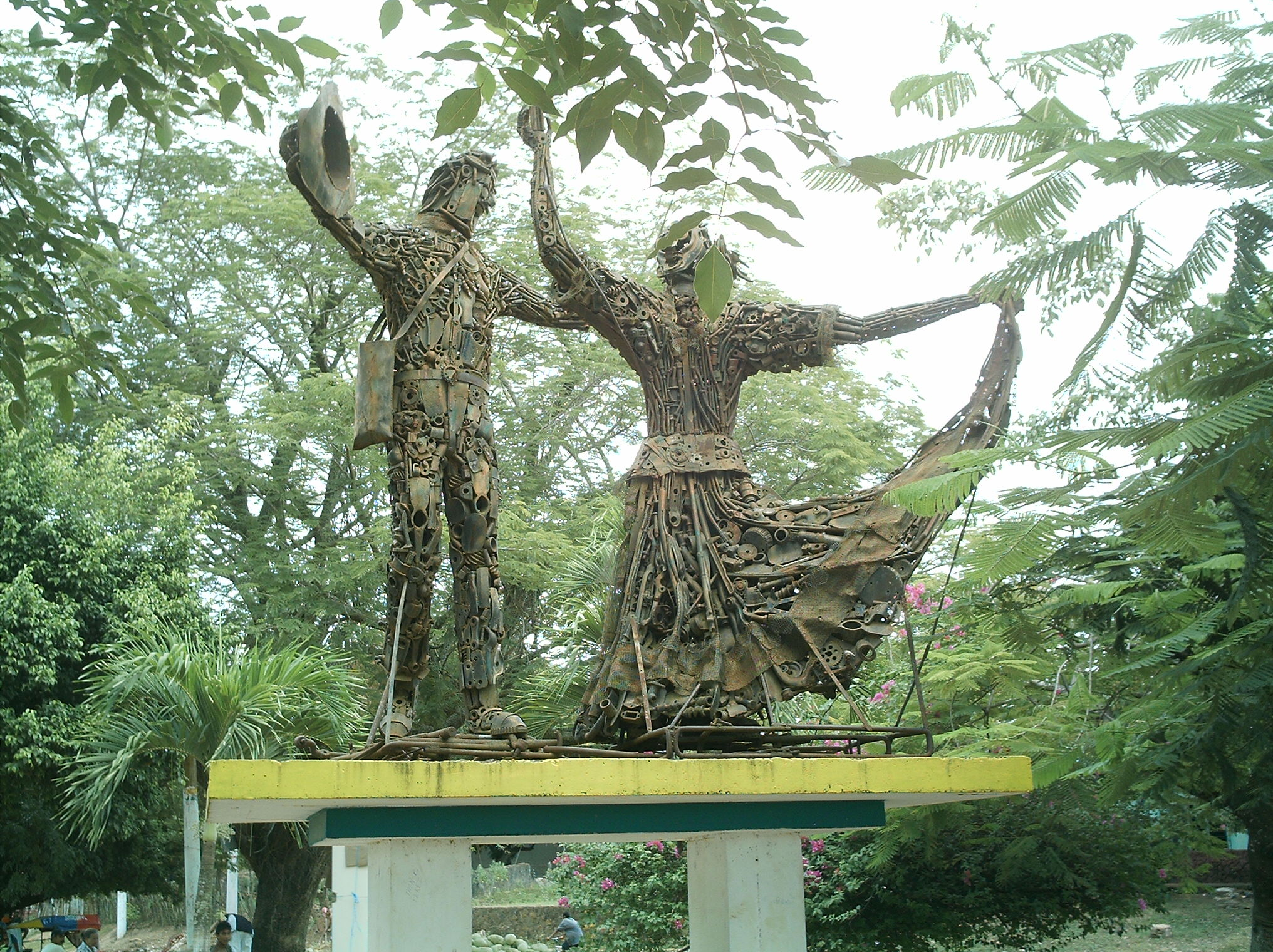
Kunstwerk waarmee de cumbia wordt uitgebeeld.

Cumbia is een Colombiaanse muziek- en dansstijl die bestaat uit een  mengeling van Spaanse muziek en Afrikaanse muziek die door slaven werd meegebracht.
Cumbia is complexe, ritmische muziek die ontstond aan de Colombiaanse Atlantische kust.  Oorspronkelijk bestond cumbia alleen uit percussie en zang. Moderne groepen gebruiken tegenwoordig echter ook blaasinstrumenten (saxofoons, trompetten, trombones) en keyboard. 
Er zijn verschillende verklaringen voor de bijbehorende dans. Wellicht komt de dans uit het Afrikaanse Guinee waar een dans onder de naam cumbe bestond. De dans verbeeldt waarschijnlijk het het hof maken van de man aan de vrouw, terwijl anderen er op wijzen dat het typische voetenwerk van de man wellicht zijn oorsprong vindt in de pogingen van de aan de enkels geketende slaven om te dansen. 
De cumbia kreeg vaste voet aan de grond in de jaren veertig van de 20e eeuw toen de muziek zich verspreidde van het platteland naar de stad. Onder invloed van samba, bigband en porro ontwikkelde de muziek zich tot zijn huidige vorm. Artiesten als Lucho Bermudez verfijnden de muziekstijl die in de jaren vijftig zijn hoogtepunt beleefde. De cumbia verspreidde zich door artiesten als La Sonora Dinamita naar Mexico waar de stijl ook nog steeds populair is. 

## Cumbia in Ecuador
Tierra Canela is een bekende Ecuadoriaanse Cumbiagroep.

## Cumbia in Peru
In Peru is de stijl ook populair. Er zijn verschillende cumbia-ensembles in het land, waaronder Corazón Serrano. Verder zendt het radiostation Radio Karibeña vanuit de hoofdstad Lima uitsluitend cumbia-muziek uit.